# Théo Le Bris
Théo Le Bris (Rennes, 1º ottobre 2002) è un calciatore francese, centrocampista del Lorient.

## Biografia
Proviene da una famiglia di calciatori, poiché anche suo padre Benoît e suo zio Régis lo sono stati.

## Carriera

### Club
Cresciuto nel settore giovanile del Lorient, ha esordito in prima squadra il 10 settembre 2021, in occasione dell'incontro di Ligue 1 vinto 2-1 contro il Lilla. Il 9 dicembre successivo ha firmato il suo primo contratto da professionista con la squadra.

### Nazionale
Ha giocato nella nazionale francese Under-20.

## Statistiche

### Presenze e reti nei club
Statistiche aggiornate al 4 settembre 2022.
| Stagione         | Squadra          | Campionato       | Campionato | Campionato | Coppe nazionali | Coppe nazionali | Coppe nazionali | Coppe continentali | Coppe continentali | Coppe continentali | Altre coppe | Altre coppe | Altre coppe | Totale | Totale |
| Stagione         | Squadra          | Comp             | Pres       | Reti       | Comp            | Pres            | Reti            | Comp               | Pres               | Reti               | Comp        | Pres        | Reti        | Pres   | Reti   |
| ---------------- | ---------------- | ---------------- | ---------- | ---------- | --------------- | --------------- | --------------- | ------------------ | ------------------ | ------------------ | ----------- | ----------- | ----------- | ------ | ------ |
| 2019-2020        | Lorient 2        | N2               | 12         | 0          |                 | -               | -               |                    | -                  | -                  |             | -           | -           | 12     | 0      |
| 2020-2021        | Lorient 2        | N2               | 8          | 0          |                 | -               | -               |                    | -                  | -                  |             | -           | -           | 8      | 0      |
| 2021-2022        | Lorient 2        | N2               | 18         | 2          |                 | -               | -               |                    | -                  | -                  |             | -           | -           | 18     | 2      |
| Totale Lorient 2 | Totale Lorient 2 | Totale Lorient 2 | 38         | 2          |                 | -               | -               |                    | -                  | -                  |             | -           | -           | 38     | 2      |
| 2021-2022        | Lorient          | L1               | 4          | 0          | CF              | 0               | 0               |                    | -                  | -                  |             | -           | -           | 4      | 0      |
| 2022-2023        | Lorient          | L1               | 5          | 0          | CF              | 0               | 0               |                    | -                  | -                  |             | -           | -           | 5      | 0      |
| Totale carriera  | Totale carriera  | Totale carriera  | 47         | 2          |                 | 0               | 0               |                    | -                  | -                  |             | -           | -           | 47     | 2      |